# 李夢祥 (嘉靖進士)
李夢祥（1506年—？），字初徵，號古容，湖廣荊州府監利縣人，軍籍，明朝政治人物、進士出身。

## 生平
嘉靖十三年（1534年）甲午科湖廣鄉試第二十二名，后參加會試第二百二十六名。嘉靖十四年（1535年），登進士第三甲第二十一名。授温州府推官，时宰张孚敬欲于城中凿河，环其府第，梦祥持不可，遂诬以他事，五年始转工部都水司主事，治水山东。有疏河赈济功，晋郎中，营建太庙，工成，赐白金文绮。官至思南府知府。

## 家族
曾祖父李清；祖父李彥經，曾任義官；父親李因。母吳氏。慈侍下。兄李夢璽。子李桃，嘉靖乙卯举人。孫李元實，萬曆十四年丙戌進士。